# سلايغو
سليجو (بالأيرلندية: Sligeach) هي ثاني أهم بلدات محافظة كوناكت (بعد جلوي) وهي البلدة الرئيسية والمركز الإداري لمقاطعة سليجو في أيرلندا. عدد سكان البلدة 17892 وفقًا لإحصاء عام 2006، ويوجد فيها جامعتين، معهد سليجو التكنولوجي، ومعهد القديسة أنجيلا. اسم البلدة مشتق من الكلمة الأيرلندية "Sligeach" بمعنى «مكان الأصداف البحرية»، إشارة إلى وفرة الأصداف البحرية في نهر الغارافوغ الذي يشق البلدة.

## التطوير
عانت سليجو لمدة سنوات بسبب الإهمال وقلة التطوير، كغيرها من البلدات الغربية في أيرلندا، ولكن تحسن الوضع في السنوات الأخيرة في معظم القطاعات. تجديد الواجهتين المائيتين جي إف كي وروكوود من أهم التطويرات التي قامت بها السلطات في سليجو في السنوات الأخيرة.

## وسائل الإعلام
تنشر في سليجو ثلاث جرائد محلية، وتنشر The Sligo Weekender يوم الثلاثاء وتنشر The Sligo Champion و The Sligo Post يوم الإربعاء، وتبث إذاعة راديو Ocean FM في تلك الناحية، كما تبث أيضا في دونيجال وليتريم.

## توأمة
لسلايغو اتفاقيات توأمة مع كل من:
- كمبتن (1990 -)
- كروزون
- إلابل
- تالاهاسي

## أعلام
- مارك سكانلون
- نيل جوردن
- شون فالون
- ديف كينيدي
- ماركوس فيهلي
- كريستوفر جونز
- بيتر هوران